# Karel Tichý (politik)
Karel Tichý (20. ledna 1839 Slaný – 22. června 1908 Praha) byl rakouský a český podnikatel a politik, na počátku 20. století poslanec Českého zemského sněmu.

## Biografie
V rodném Slaném získal vzdělání a od roku 1853 působil v obchodu, po vyučení nejprve jako příručí v obchodech v Litoměřicích, Praze a Brně. V roce 1865 založil spolu s Eduardem Fidlerem firmu Tichý a Fidler zabývající se prodejem dámského textilu. Z této firmy vystoupil roku 1875 a založil s Ferdinandem Bartou firmu Barta a Tichý na výrobu vápna, šamotového a kameninového zboží. Spoluzakládal Zemskou jednotu českých obchodních gremií v království Českém a až téměř do své smrti byl po 12 let jejím předsedou (byl rovněž předsedou obchodnického spolku Merkur). Angažoval se i ve veřejném životě. Byl starostou České dětské nemocnice a chorobince v Praze, členem výboru Spolku pro zaopatřování a nápravu propuštěných trestanců a Ochranného sboru pražského.
V letech 1889–1899 byl členem sboru obecních starších města Prahy a v letech 1891–1899 zasedal i v městské radě. Byl předsedou správní rady městských elektrických podniků. Roku 1891 se stal členem pražské obchodní a živnostenské komory a dlouhodobě v ní zastával funkci pokladničního rady. Roku 1898 mu byl udělen Řád Františka Josefa, roku 1907 Řád železné koruny. Měl titul císařského rady.
Počátkem 20. století se zapojil i do zemské politiky. Ve volbách v roce 1901 byl zvolen do Českého zemského sněmu v kurii obchodních a živnostenských komor (volební obvod Praha). Uvádí se jako kandidát staročechů. Mandát obhájil ve volbách v roce 1908, opět za staročechy.
Zemřel ovšem krátce po svém znovuzvolení, v červnu 1908. V posmrtné vzpomínce na zemském sněmu byl označen za self-mademana. Pohřben byl na Vyšehradském hřbitově, hrobka byla vyzdobena sochařem Bohumilem Kafkou.